# Milojević
Milojević je priimek v Sloveniji in tujini. Po podatkih Statističnega urada Republike Slovenije je na dan 1. januarja 2010 v Slovenjiji uporabljalo ta priimek 147 oseb.  

## Znani slovenski nosilci priimka
- Milena Milojević Sheppard (*1948 ), jezikoslovka, anglistka

## Znani tuji nosilci priimka
- Borivije Milojević (1890—1967), srbski biolog
- Borivije Milojević (1885—?), srbski geograf
- Miloje Milojević (1912—1984), srbski general
- Miloje Milojević (1884—1946), srbski skladatelj in muzikolog
- Nikola Milojević (1865—1942), srbski slikar
- Sima Milojević (1894—1969), srbski geograf